# Sebastian Janikowski
Sebastian Paweł Janikowski (Wałbrzych, 2 de março de 1978) é um jogador aposentado de futebol americano polaco-estadunidense aposentado que atuava na posição de kicker pela franquia Seattle Seahawks, da National Football League (NFL). Ele se juntou a liga no ano 2000, sendo draftado pelo Oakland Raiders, time que defendeu por dezessete anos. Foi o único kicker da história da liga a ser selecionado na primeira rodada do draft desde 1970, quando ocorreu a Fusão AFL-NFL. Foi também, por muitos anos, o chutador mais bem pago da liga.